# Pupo Teng-lieh
Pupo Teng-lieh (* 1. Juli 1976) ist ein taiwanischer Dartspieler.

## Karriere
Pupo begann 2018 mit dem Dartsport und ist seither vorrangig im E-Dart aktiv. 2024 spielte Pupo erstmals die PDC Asian Tour. Er erreichte dabei zweimal ein Halbfinale. Zusammen mit Lu An-sheng erreichte er beim asiatischen Qualifikationsturnier für den World Cup of Darts 2024 das Endspiel. Dort besiegte das Duo mit 5:4 Mohd Nasir Bin Jantan und Siik Hwang Wong aus Malaysia. Dies ist zugleich die erste World Cup of Darts Teilnahme eines taiwanischen Teams.
Beim World Cup selbst im Juni sorgten Pupo und Lu zusammen für eine große Überraschung, als sie in ihrem ersten Spiel Litauen, vertreten durch Darius Labanauskas und Mindaugas Baršauskas, mit 4:2 besiegten. Nachdem sie im letzten Gruppenspiel überraschend auch das an Position neun gesetzte irische Team, bestehend aus William O’Connor und Keane Barry, im Last-Leg-Decider mit 4:3 schlagen konnten, zogen die beiden völlig überraschend in die K.-o.-Phase ein. Hier wurden sie gegen Mensur Suljović und Rowby-John Rodriguez aus Österreich gelost und unterlagen mit 4:8.
Im November gewann Pupo das erstmalig ausgetragene Taiwan Darts Open. Mit 5: 1 besiegte er im Finale seinen Landsmann Tseng Chi-jui mit 5:1.

## Titel

### WDF
- Bronze-Turniere
  - Taiwan Darts Open: (1) 2024